# Особенности национальной больницы
«Особенности национальной больницы» — российская комедия 2024 года режиссёра Станислава Светлова, спродюсированный Алексеем Учителем.
Фильм снят по сценарию Александра Рогожкина «Волонтёр» и считается продолжением его серии фильмов «Особенности национальной…».

## Сюжет
Сюжет разворачивается вокруг молодого волонтёра из Германии Вернера Мюллера. Ему нужно пройти практику в российской больнице, чтобы получить справку для работы. Полный энтузиазма и искреннего желания помогать пациентам, он устраивается в неврологическое отделение, однако сталкивается там с совершенно уникальными, иногда абсурдными реалиями российской медицины. Привычные методы часто уступают место народным средствам и импровизации.
Вернер оказывается в кругу пациентов и сотрудников, чьи характеры и привычки он поначалу не может понять. Вскоре он начинает осознавать, что в России медицина — это не только лечение болезней, но и умение справляться с непредсказуемыми обстоятельствами, а также находить общий язык с коллегами и пациентами. Немецкий волонтёр замечает, что даже хаос, царящий в отделении, оказывается частью какой-то особой системы.

## В ролях
- Карл Филипп Бенцшавель — немецкий волонтёр Вернер Мюллер
- Виктория Исакова — Римма Георгиевна, Мымра, заведующая неврологическим отделением
- Мария Лукьянова — девушка без имени
- Алексей Розин — Штейн
- Василий Кортуков — Иванов
- Виктор Бычков — художник
- Анна Алексахина — учительница
- Олег Гаркуша — Юра
- Юрий Степанов — Ростислав
- Кузьма Котрелёв — Виктор
- Наталья Парашкина — Лиза
- Василий Щипицын — помощник депутата
- Олег Рязанцев — мужчина с телефоном
- Серафима Селиванова — Ира, медсестра
- Анастасия Нечаева — Лера, медсестра
- Антон Падерин — служивый

Появление в картине Виктора Бычкова, уже знакомого зрителям по роли егеря в фильмах про особенности национальной охоты и рыбалки, связывает прошлые и современные версии комедийной серии.
В фильме также участвует Аркадий Укупник, он играет пациента в коме.

## Показ
В июле 2024 года вышел трейлер фильма, премьерный показ прошёл 15 августа 2024 года в рамках кинофестиваля «Окно в Европу» в Выборге, а 24 сентября в «Синема Парк Мосфильм» состоялась светская премьера фильма.
В широкий прокат кинофильм вышел 3 октября 2024 года, по данным сайта «Бюллетень кинопрокатчика» на 13 октября, за две недели проката фильм посмотрел 16 381 зритель, кассовые сборы составляют 5 850 117 рублей; в первую неделю фильм был на восемнадцатой, а во вторую на 29-й строчке кинопроката России.

## Фестивали
- 32-й кинофестиваль «Окно в Европу» — приз «Выборгский счёт» по результатам голосования зрителей.[6]

## Рецензии
- Алексей Литовченко — «Особенности национальной больницы»: Что русскому здорово, то немцу — тоже здорово // КиноРепортёр, 2 октября 2024
- Максим Ершов — «Особенности национальной больницы»: Немец в гостях у хаоса // Okko, 2 октября 2024
- Елена Зархина — В прокате «Особенности национальной больницы». Мы посмотрели и советуем // РБК, 3 октября 2024
- Иван Афанасьев — «Особенности национальной больницы»: комедия по нереализованному сценарию народного режиссера // 7 дней, 3 октября 2024
- Лидия Маслова — «Особенности национальной больницы»: новые приключения иностранцев в России // Кинопоиск, 5 октября 2024
- Лидия Маслова -Записка Мюллера: немец сражается с нервными русскими в «Особенностях национальной больницы» // Фонтанка.ру, 5 октября 2024